# Lola Merino
Lola Merino (Madrid, 1969. március 28. –) spanyol születésű mexikói színésznő.

## Élete és pályafutása
1969-ben született Spanyolországban. Karrierjét 1986-ban kezdte. 1988-ban a Pasión y poderban játszott, ahol Ana Karen szerepét játszotta. 1991-ben a La pícara soñadora című sorozatban játszott. 2012-ben Mercedes szerepét játszotta a Könnyek királynője című telenovellában.

## Filmográfia

### Telenovellák

#### Televisa
- Sueño de amor (2016) - Viviana Conde
- Muchacha italiana viene a casarse (2014)
- Por siempre mi amor (2013-2014) - Marcela Zambrano
- Könnyek királynője (Corona de lágrimas) (2012-2013) - Mercedes Cervantes de Ancira
- Dos hogares (2011) - Juana María
- Vad szív (Corazón salvaje) (2010) - Eloísa de Berrón
- Verano de amor (2009) - Sofía Duarte
- Tú y yo (1996-1997) - Alicia Santillana Díaz-Infante
- La pícara soñadora (1991) - Mónica Rochild (2)
- Cenizas y diamantes (1990)  - Celeste
- Simplemente María (1989-1990)  - Fernanda Amolinar
- Mi segunda madre (1989-1990)  - Margarita
- Pasión y poder (1988)  - Ana Karen Montenegro

#### TV Azteca
- Montecristo (2006-2007) - Lysi Savoy
- La calle de las novias (2000)  - Lisette
- Marea Brava (1999)

### Sorozatok
- Segunda enseñanza (1986) 
  - Epizód: El mito del eterno retorno

### Filmek
- Buscando al culpable (1990)